# ハイカラ
ハイカラは、西洋風の身なりや生活様式をする様、人物、事物などを表す日本語の単語。
1898年（明治31年）頃から当時東京毎日新聞の主筆であった石川安次郎が紙上で使い始めたのが流行語となり、やがて定着した。皮肉を込めて漢字で灰殻と書かれることもある。対義語はバンカラ。

## 概説
明治時代後期に西洋かぶれを意味する流行語・俗語として誕生したが、後に広く使用される一般的な単語となり、広義には第二次世界大戦までの西洋化風潮まで含める。明治後期から昭和初期にかけては「ハイカる」という動詞も派生し、「ハイカった人」などのように用いられた。
しかし、戦後になると原義に近いニュアンスで使用されることは少なくなり、むしろ「ハイカラ」という語が流行した時代の風俗を象徴したり、懐古調の雰囲気を出すために使用されることが多くなった。このため、ドラマや小説などではこの語を使用する人物の年齢や時代背景を演出するために用いられることもある。
多くの場合「彼はハイカラなり」「あの建物はハイカラだ」などのように、いわゆる形容動詞として使用されるか、「ハイカラ髪」「ハイカラうどん」「ハイカラ文士」などのように他の名詞に修飾的に冠せられて使われる。単独の名詞として用いられる場合は、「頭をハイカラ髪に結い」→「頭をハイカラに結い」、「私はハイカラうどんがいいな」→「わいはハイカラがええな」のようにハイカラが修飾語として付く名詞の省略形であることが多い。

## 語源

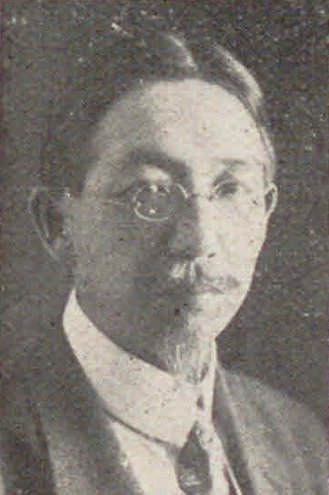
ハイカラという言葉を“発明”した石川安二郎

語源は、明治時代の男子洋装の流行であったハイカラー（high collar、高襟）、すなわちワイシャツに付ける丈の高い襟に因む。このような高い襟をつけた政治家や官吏を指して横浜毎日新聞の石川安次郎が紙面の『当世人物評』において1898年-1899年（明治31-32年）頃から「ハイカラア派」、「ハイ、カラア党」などと使い始めたのが1900年から流行したもの。一部の書籍には1900年（明治33年）6月21日に初めてこの言葉を使ったとの説も見えるが、同評ではそれ以前から使用されており、必ずしもこの日を初出の日付とすることはできない。
当初は保守主義者を「チヨム髷党」と揶揄し、対比して開国主義者や進歩主義者のキザな感じを冷評する際に、その象徴として特徴的な高襟を着けた服装を指したものであった。従って本来は西洋かぶれ、あるいは外面や形式のみを追い求める軽佻浮薄な様子といった負の意味が強かったが、転じて進歩的、近代的、華麗、優美、お洒落など、肯定的な意味合いになっていった。

### 流行のきっかけ
石川の『当世人物評』は洒脱で辛口な文章と、次々と繰り出される新語・造語でテンポ良く読ませるスタイルをとっており、他にもチヨム髷党、ピストル党、コスメチツク党、ネクタイ党等々の語が新作されたが、本人曰くこれらは「少しも流行しなかッたが、唯此のハイカラと云ふ一語だけが、馬鹿に大流行を来した」（石川、1912）という。
なぜハイカラという語のみが流行したかについては、石井研堂（1908）が『明治事物起源』という本の中の「ハイカラの始」という項で説明している。それによれば1900年（明治33年）8月10日、竹越与三郎の洋行送別会が築地のメトロポールホテルで催された際、来客の何人かが演説をしたが、そのうちの一人である小松緑がハイカラーであることはむしろ文明的で、ハイカラを揶揄していた張本人の石川（彼も出席していた）でさえ今夕はハイカラーを着ているではないかと滑稽演説をし、このことが各新聞で取り上げられたことで流行したとしている。
これら初期の経緯はそれぞれ以下のように解説されている。

### 石川安次郎自身による解説
この語を「発明」した石川はその由来について、自著『烏飛兎走録』の「第二フルベツキ先生のピストル」（p11-19）の章で以下のように書いている（旧漢字は新漢字に変更してある）。
文中にある「フルベツキ先生の話のピストル」とは、1895年（明治28年）4月25日、当時石川が下宿していた長野県東筑摩郡松本町（現・松本市）の丸茂旅館でフルベッキと会った際、フルベッキがかつて西洋人の友人に、日本人のちょん髷は西洋人を撃つピストルだから日本に行くのは危険だ、と日本行きを止められたことがあったと語ったもの。丁髷を反西洋・保守主義の象徴とみなし、その形状がピストルに似ていたことから出た話である。

### 『明治事物起源』による解説
石井研堂（1908）による『明治事物起源』は明治に始まる種々の事物・事象について、過去の新聞雑誌の記事などを元に解説したもので、以下はハイカラの語の由来を説明した一文である（同書 p.67-69、旧漢字は新漢字に変更してある）。

### 竹越与三郎の一文
ハイカラという語の流行のきっかけとなった1900年（明治33年）8月10日送別会の主である竹越与三郎が、その著『萍聚絮散記』の「陶庵先生」の章に、この送別会とハイカラの語について短く触れている部分がある。それを下に引用する（同書 p125-126、旧漢字は新漢字に変更してある）。
文中に「余が外遊中、高襟党なる文字新聞に現はれて」とあるが、実際には竹越の送別会よりずっと以前から石川安次郎が新聞紙上で使っていたのは上記のとおりである。しかし逆にこの一文は、竹越の送別会の新聞記事がきっかけとなって流行したという石井研堂の説を裏付ける。

## ハイカラ関連の作品
- 『高襟（ハイカラー）』 - 益田太郎冠者脚本の喜劇。1904年（明治37年）12月、本郷座で高田実一座が上演。
- 『ハイカラ節』 - 明治40年代（1907年〜1912年頃）に流行した歌。当時のハイカラ風俗が歌い込まれている。
- 『はいからさんが通る』 - 大和和紀作の漫画作品。「週刊少女フレンド」に1975年7号〜1977年10号まで連載。後にTVアニメ化・映画化。
- 『ハイカラさん』 - 大藪郁子脚本の NHKの連続テレビ小説。1982年放送。
- 『ハイカラ・ガール』- 2001年発売の CAPSULE の1stオリジナルアルバム。
- 『スプラトゥーン』 - 2015年発売のゲームソフト。作中にハイカラシティという名の街が登場する。また、続編の『スプラトゥーン2』(2017年発売)にはハイカラスクエアという名の街が登場する。
- 『ハイカラ』 - 2021年発行された架乃ゆらの写真集。